# Moroagrion danielli
Moroagrion danielli là một loài chuồn chuồn kim trong họ Coenagrionidae.
Moroagrion danielli được miêu tả khoa học năm 1939 bởi Needham & Gyger.